# Chelonus contrarius
Chelonus contrarius är en stekelart som beskrevs av Vladimir Ivanovich Tobias 1964. Chelonus contrarius ingår i släktet Chelonus och familjen bracksteklar. Inga underarter finns listade i Catalogue of Life.